# Sven Brun (präst)

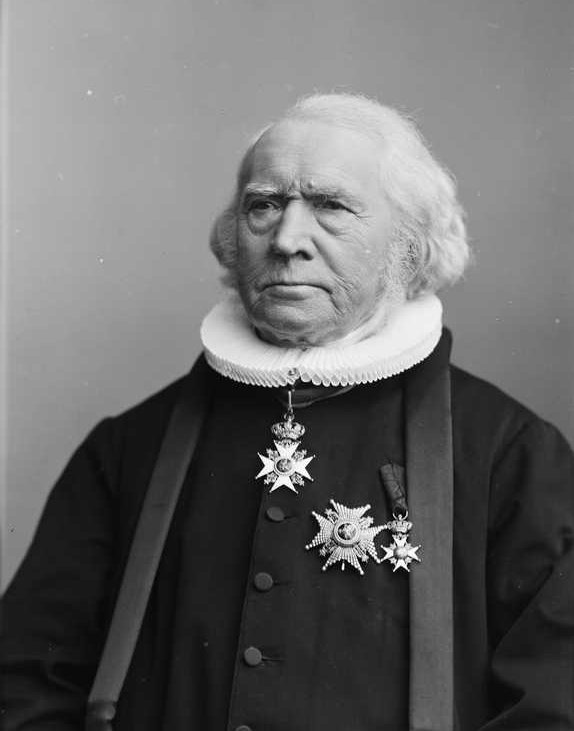
Sven Brun.

Svend Brun, född den 20 november 1812 i Bergen, död den 2 maj 1894 i Kristiania, var en norsk präst. Han var sonson till biskop Johan Nordahl Brun och far till biskop Christen Brun.
Brun var sedan 1851 anställd i Kristiania, där han 1858 blev kyrkoherde i Trefoldighets församling. Han var en av Norges mest ansedda präster och hade särskilt som talare ett stort namn. Han var ordförande vid flera skandinaviska kyrkomöten. För vetenskaplig forskning och författarskap var han inte anlagd, men hans inte få tryckta griftetal över många av samtidens mest kända män i Norge (Halfdan Kjerulf, A.M. Schweigaard, J.S. Welhaven, G.A. Krohg med flera) bär vittne om hans framstående vältalighet. 